# Мрачные моли
Мрачные моли (лат. Scythrididae) — семейство молевидных бабочек. Более 850 видов.

## Описание
Бабочки мелкие преимущественно однотонно и темно окрашенные, с характерной каплевидной позой покоя. Размах крыльев 6—20 мм, обычно 10—15 мм, редко до 30 мм. Иногда наблюдается сезонный и половой диморфизм в окраске крыльев и брюшка. Голова с очень слабо выпуклым лбом, в плотно прилегающих чешуйками Усики заметно короче переднего крыла. Губные щупики гладкие, умеренно длинные, слегка загнутые вверх; их концевой членик незначительно короче 2-го. Хоботок хорошо развит. Передние крылья ланцетовидные или узко-ланцетовидные, с заострённой вершиной, их окраска у лугово-лесных видов чаще всего черноватая или тёмно-бурая, нередко с маслянистым или слабым металлическим блеском (глянцем), тогда как у степных и особенно пустынных видов она светлая. Рисунок, как правило, отсутствует или очень неотчетливый. Жилкование слегка редуцированное.
Бабочки активны преимущественно в светлое время суток, когда нередко в массе посещают цветущие травянистые растения, особенно из сем. сложноцветных; лишь немногие виды привлекаются ночью на источники света. При вспугивании делают резкие прыжки, после чего часто притворяются мёртвыми. Преимагинальные стадии и биология изучены фрагментарно.
Гусеницы относительно тонкие веретеновидные, очень подвижные, живут под сплетением из шелковичных нитей либо в сплетённых листьях на растениях, некоторые — в трубчатых ходах на почве под низкорослыми растениями с прилегающими к земле листьями. Для большинства видов характерна узкая специализация на травянистых двудольных растениях (в пустынях — на полукустарниках) из семейств маревые, сложноцветные, бобовые, губоцветные, гвоздичные, кипрейные и др. В умеренных широтах преобладает развитие в одном поколении, для более южных видов нормой является развитие в 2—3 поколениях. Зимуют в большинстве случаев молодые гусеницы реже — куколки.

## Ареал
Распространение преимущественно голарктическое, с особым обилием в аридных областях Евразии, Африки и Северной Америки. В тропических широтах представлены относительно бедно. Встречаются почти исключительно в открытых ландшафтах: на полях, лугах, лесных опушках, песчаных дюнах, обочинах дорог, железнодорожных насыпях, безлесных склонах, а также в степях, полупустынях и пустынях.

## Классификация
Мировая фауна насчитывает более 850 видов. В Палеарктике — 8 родов и свыше 320 описанных видов.
- Apostibes Walsingham, 1907
- Areniscythris Powell, 1976
- Asymmetrura Landry, 1991
- Bactrianoscythris Passerin d'Entrèves & Roggero, 2009
- Belophora Falkovitsh, 2011[5]
- Catascythris Amsel, 1935
- Coleophorides Amsel, 1935
- Enolmis Duponchel, 1845
  - = Bryophaga Ragonot, 1875
- Episcythris Amsel, 1939
- Eretmocera Zeller, 1852
  - = Staintonia Staudinger, 1859
  - = Exodomorpha Walker, 1864
  - = Castorura Meyrick, 1887
  - = Aeraula Meyrick, 1897
  - = Leuroscelis Turner, 1927
- Erigethes Walsingham, 1907
- Falkovitshella Passerin d'Entrèves & Roggero, 2007
- Furcuncaria Falkovitsh, 2011[5]
- Haploscythris Viette, 1956
- Mapsidius Walsingham, 1907
- Necrothalassia Amsel, 1935
- Neoscythris Landry, 1991
- Novuncaria Falkovitsh, 2011[5]
- Paralogistis Meyrick, 1913
- Parascythris Hannemann, 1960
- Rhamphura Landry, 1991
- Scythris Hübner, 1825
  - = Galanthia Hübner, 1825
  - = Butalis Treitschke, 1833 non Butalis Boie, 1826
  - = Copida Sodoffsky, 1837 (nomen novum voor Butalis Treitschke, 1833)
  - = Arotrura Walsingham, 1888
  - = Colinita Busck, 1907
  - = Rubioia Agenjo, 1962
- Synacroloxis Gozmány, 1952